# Digital Living Network Alliance
Digital Living Network Alliance (DLNA) är ett internationellt samarbete mellan hemelektronikbranschen, datorindustrin och mobiltillverkare. Syftet med DLNA är att skapa en standard för trådbundet och trådlöst datornätverk mellan datorer, hemelektronik och mobila enheter.
Konceptet skapades i juni 2003 som Digital Home Working Group av Sony som en ideell branchorganisation, men ändrade namnet 12 månader senare när de första regelverken publicerades.